# Boris Vilkitski
Pour les articles homonymes, voir Vilkitski.
Boris Andreïevitch Vilkitski (en russe : Борис Андреевич Вилькицкий) (3 avril (vieux style 22 mars) 1885 – 6 mars 1961) est un hydrographe et topographe russe. Il a dirigé plusieurs expéditions de reconnaissance des archipels de l'Arctique.

## Biographie
Fils de l'explorateur Andreï Ippolitovich Vilkitski, Boris Vilkitski sort diplômé de l'Académie navale de Saint-Pétersbourg en 1908. Il participe à la guerre russo-japonaise (1904-1905). De 1910 à 1912 il dirige des équipes de topographes sur la Léna inférieur. De 1913 à 1915, il dirige l'expédition hydrographique dans l'Arctique à bord des navires Taïmyr et Vaïgatch afin de mieux connaître la route maritime du Nord.
En 1913, l'expédition de Vilkitski découvre la terre du Nord (Severnaïa Zemlia), sans doute une des plus importantes découvertes russes dans l'Arctique à cette époque. Il y reconnaît les îles Maly Taïmyr et Starokadomski. Lors du même voyage, alors qu'il navigue en mer de Sibérie orientale, il découvre également une île qui porte aujourd'hui son nom, l'île Vilkitski. En 1914-1915, l'expédition de Vilkitski effectue le premier voyage de Vladivostok à Arkhangelsk, découvre l'île Jokhov et décrit la côte méridionale de la terre du Nord.
En 1918, Vilkitski est nommé à la tête de la première expédition hydrographique soviétique, qui n'eut jamais lieu en raison de sa saisie par les forces interventionnistes à Arkhangelsk. En 1920, Vilkitski émigre en Grande-Bretagne. En 1923 et 1924, il prend la tête d'expéditions commerciales dans la mer de Kara, à l'invitation d'organisations du commerce extérieur de l'Union des républiques socialistes soviétiques. Vilkitski est plus tard employé comme hydrographe au Congo belge.
Un certain nombre de toponymes du nord des régions arctiques de la Russie portent le nom de Vilkitski :
- un détroit entre Severnaïa Zemlia et la péninsule de Taïmyr ;
- une île dans la mer de Kara ;
- un petit groupe d'îles, qui fait partie de l'archipel Nordenskiöld ;
- le sous-groupe des îles Vilkitski dans la mer des Laptev, au large de la rive orientale de la péninsule de Taïmyr ;
- l'île Vilkitski dans le groupe des îles De Long dans la mer de Sibérie orientale.

Boris Vilkitski meurt à Bruxelles en 1961.